# Рено де Шатільйон
Рено (Райнальд) де Шатільйон (*Renaud de Châtillon, бл.1120 — 4 липня 1187) — французький феодал, хрестоносець, князь Антіохії у 1153–1163 роках, запеклий ворог мусульман.

## Біографія

Держави хрестоносців, 1165 рік
Антіохійське князівство

Походив з роду Шатільйон із Неверського графства. Син Ерве II, володаря Донзі, Жьєну, Шатільйону. У 1147 році успадкував Шатільйон, проте амбіції спонукали його долучитися до учасників Другого хрестового походу. Після відступу у 1149 році від Дамаска деякий час перебував в Єрусалимі. У 1153 році опинився в Антіохії, де закохав в себе удову Раймунда де Пуатьє — Констанцію. З нею таємно одружився.
Незабаром був оголошений співволодарем Антіохійського князівства. Цей шлюб не визнав Аймеріх, патріарх Антіохії. За це Рено де Шатільйон засадив Аймеріха до в'язниці. Також проти Шатільйона виступив король Балдуїн III, під тиском якого патріарха Антіохії було звільнено.

У 1155 році імператор Мануїл послав своїх послів до Антіохії, пропонуючи визнати Рейнальда новим князем Антіохійським, якщо він почне похід проти вірмен Кілікії, що повстали проти візантійського панування. Мануїл також пообіцяв, що компенсує Рейнальду витрати на кампанію. Рейнальд розгромив вірмен під Александреттою в 1155 р. і звернувся до Мануїла з вимогою надіслати обіцяну компенсацію. Після відмови імператора надіслати Шатільйону кошти, Рено уклав союз з Торосом II, королем Кілікії, проти Візантії. Вірменські загони атакували супротивника на суходолі, а Рено спорядив похід проти Кіпру (володіння Візантії), прибережні міста якого сплюндрував. У 1158 році візантійський імператор рушив проти Антіохії, але Рено де Шатільйон не зміг довго протистояти. Зрештою він вимушений принижено прохати про пробачення. У 1159 році визнав себе васалом Візантії.

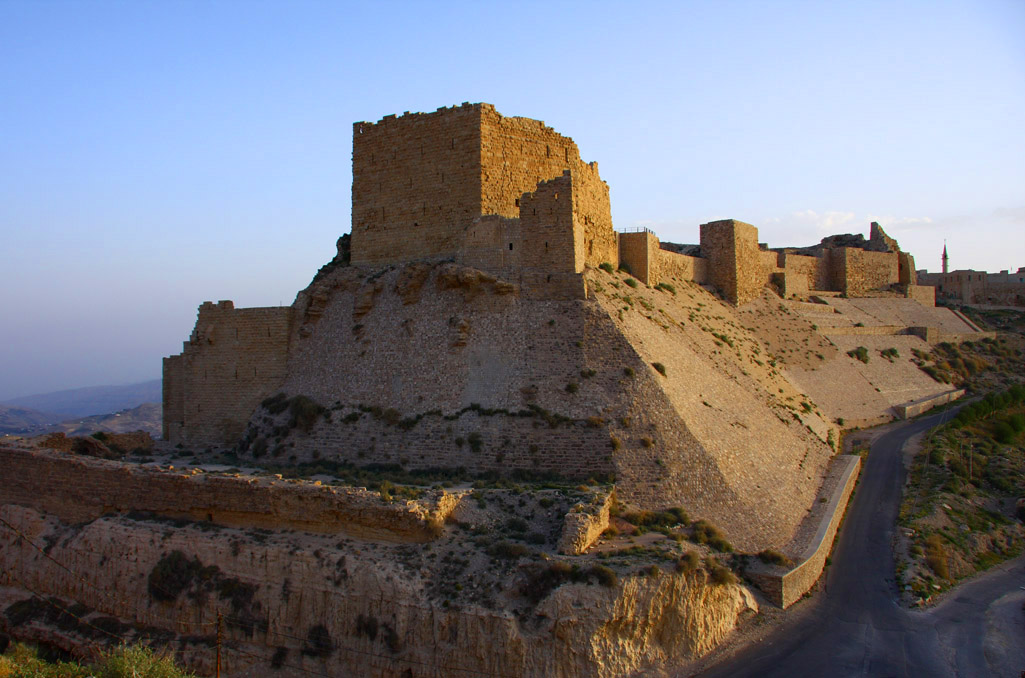
Залишки замку Карак

Після цього почав здійснювати грабіжницькі рейди на сирійські міста. Під час одного з нападів на Мараш у 1161 році потрапив у полон. У полоні провів 15 років. Інформації про час, проведений в полоні майже не залишилось. Відмо лише, що він утримувався в полоні разом із Жосленом III, графом Едесським, що був захоплений на декілька місяців раніше. Лише у 1176 році його викупили за 120 тис. золотих динарів. Можливо в цьому допомогли пасербиця Марія, що вийшла заміж за імператора Мануїла I, або донька Агнес — дружина Бели III, короля Угорщини.
Рено де Шатільйон увійшов до почту короля Балдуїна IV, виконував декілька важливих доручень до візантійського імператора. У 1177 році одружився зі спадкоємицею Зайордання, основу володінь склали потужні замки Карак та Монреаль. Звідси здійснював численні грабіжницькі походи проти мусульманських купців та прочан, жорстоко поводився з полоненими. У 1177 році допоміг королю перемогти Салах ед Діна у битві при Монжизарі.
У 1182 році пограбуванням каравану прочан до Мекки Шатільйон порушив перемир'я (існувало з 1180 року). В результаті Салах ед Дін розпочав нову війну. Під час війни з мусульманами Рено намагався створити невеликий флот, щоб грабувати міста на узбережжі Червоного моря і створити загрозу для самої Мекки. Зрештою брат Салах-ад-діна Аль-Аділ завдав поразки Шатільйону, проте той врятувався. У свою чергу Салах-ад-дін взяв в облогу Рено у його замку Карак. Лише допомога Раймунда III, графа Триполійського, врятувала фортецю від захоплення. Після цього Шатільйон на деякий час припинив набіги.

## Загибель

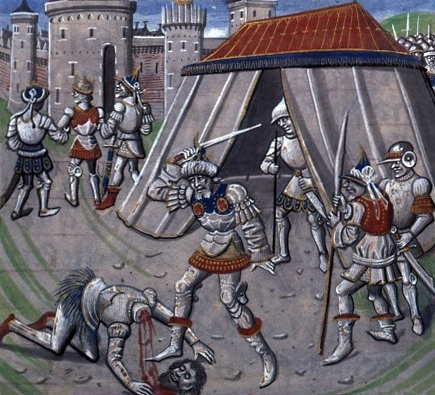
Страта Рено в Хаттіні (з рукопису «Історії» Вільгельма Тірського XV століття)

У 1186 році знову захопив великий єгипетський караван, що йшов до Дамаска. Це призвело до початку чергової війни з Салах ед Діном. Рено де Шатільйон брав участь у вирішальній Битві при Хаттіні, де хрестоносці зазнали нищівної поразки. Рено було захоплено у полон й того ж дня страчено.

## Родина
1 Дружина — Констанція Отвіль (1127–1163)
Діти:
- Агнеса (д/н-1184), дружина Бели III, короля Угорщини
- Жанна (д/н-1204), дружина Боніфація, короля Фессалоніки

2. Дружина — Стефанія, донька Філіппа де Мії, сеньйора Трансйорданії
Діти:
- Рено (д/н), помер дитиною
- Алікс (д/н-1235), дружина Аццо VI д'Есте.